# Liste der Kulturgüter in Sarmenstorf
Die Liste der Kulturgüter in Sarmenstorf enthält alle Objekte in der Gemeinde Sarmenstorf im Kanton Aargau, die gemäss der Haager Konvention zum Schutz von Kulturgut bei bewaffneten Konflikten, dem Bundesgesetz vom 20. Juni 2014 über den Schutz der Kulturgüter bei bewaffneten Konflikten sowie der Verordnung vom 29. Oktober 2014 über den Schutz der Kulturgüter bei bewaffneten Konflikten unter Schutz stehen.
Objekte der Kategorien A und B sind vollständig in der Liste enthalten, Objekte der Kategorie C fehlen zurzeit (Stand: 1. Januar 2023).

## Kulturgüter
| Foto | | Objekt                                                                                | Kat. | Typ | Standort                               | Beschreibung |
| ---- | --- | ------------------------------------------------------------------------------------- | ---- | --- | -------------------------------------- | ------------ |
| ja   | Datei hochladen · Wikidata zu Zigiholz, neolithische Grabhügelgruppe (Q1794708)                         | Zigiholz, neolithische Grabhügelgruppe KGS-Nr.: 00231                                 | A    | F   | 662430 / 240249                        |              |
| ja   | Datei hochladen · Wikidata zu Katholische Kirche Heilig Kreuz (Q29580663)                               | Katholische Kirche Heilig Kreuz mit Beinhaus und Pfarrhaus KGS-Nr.: 00228             | B    | G   | Büttikerstrasse 1.1 661480 / 240590    |              |
| ja   | Datei hochladen · Wikidata zu Kapelle St. Wendolin (Q29580659)                                          | Kapelle St. Wendolin KGS-Nr.: 00229                                                   | B    | G   | Büttikerstrasse 15 661840 / 240874     |              |
| ja   | Datei hochladen · Wikidata zu Römischer Gutshof (Q29580665)                                             | Römischer Gutshof KGS-Nr.: 00230                                                      | B    | F   | Murimooshau 662474 / 239359            |              |
| ja   | Datei hochladen · Wikidata zu Vielzweckbau (Q29580672)                                                  | Vielzweckbau KGS-Nr.: 15734                                                           | B    | G   | Marktstrasse 7, 7a, 7b 661227 / 240178 |              |
| ja   | Datei hochladen · Wikidata zu Baschihaus (Q29580648)                                                    | Baschihaus KGS-Nr.: 15737                                                             | B    | G   | Fahrwangenstrasse 18 661216 / 239879   |              |
| ja   | Datei hochladen · Wikidata zu Gasthof zum "Wilden Mann" (Q29580654)                                     | Gasthof zum Wilden Mann KGS-Nr.: 15738                                                | B    | G   | Marktstrasse 34 661478 / 240278        |              |
| BW   | Datei hochladen · Wikidata zu Heidenhügel, Unterer Heidenhubel; mittelalterliche Burgstelle (Q29580657) | Heidenhügel / Schlosshügel, befestigte hochmittelalterliche Wehranlage KGS-Nr.: 15739 | B    | F   | Aspi 662031 / 239900                   |              |
| ja   | Datei hochladen · Wikidata zu Speicher, Marktstrasse, Sarmenstorf (Q29580670)                           | Speicher KGS-Nr.: 15740                                                               | B    | G   | Marktstrasse 1.1 661167 / 240167       |              |